# Chausath-Yogini-Tempel (Khajuraho)

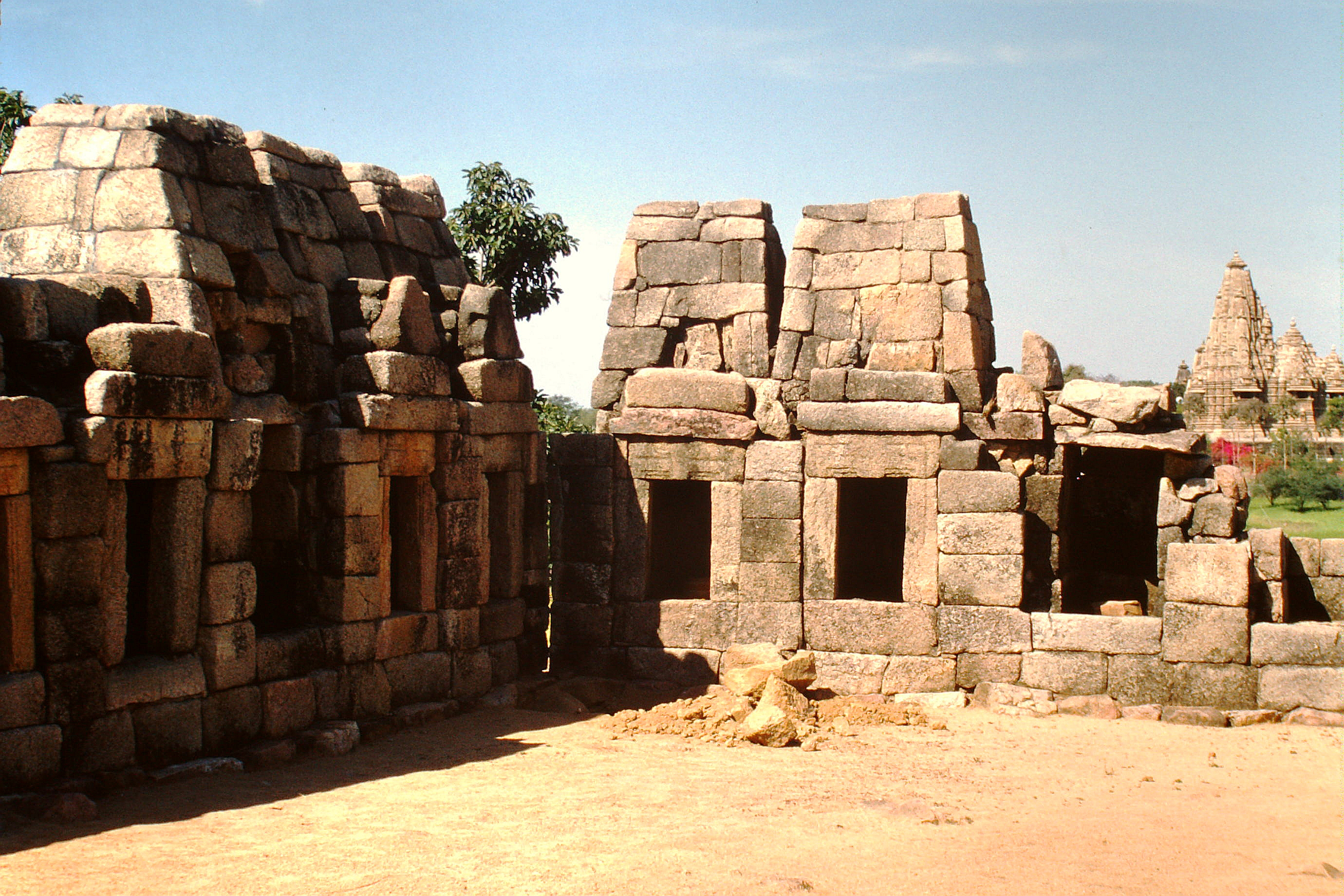
Khajuraho, Chausath-Yogini-Tempel – im Hintergrund rechts der Lakshmana-Tempel

Der weitgehend in Ruinen liegende Chausath-Yogini-Tempel („64-Yogini-Tempel“) gilt als ältester Tempel von Khajuraho. Er gehört zu einer Gruppe von etwa zehn bekannten Yogini-Tempeln im Norden (Madhya Pradesh, Uttar Pradesh) und Nordosten (Orissa) Indiens, von denen allerdings nur vier weitgehend erhalten sind.

## Lage
Der Chausath-Yogini-Tempel befindet sich in weitgehend ebenem Gelände etwa 500 Meter (Luftlinie) südwestlich des großen Tempelbezirks von Khajuraho.

## Weihe
Der Tempel ist einer Gruppe von 64 Yoginis geweiht, von denen jeder ein eigener kleiner Schrein zugeordnet war.

## Architektur

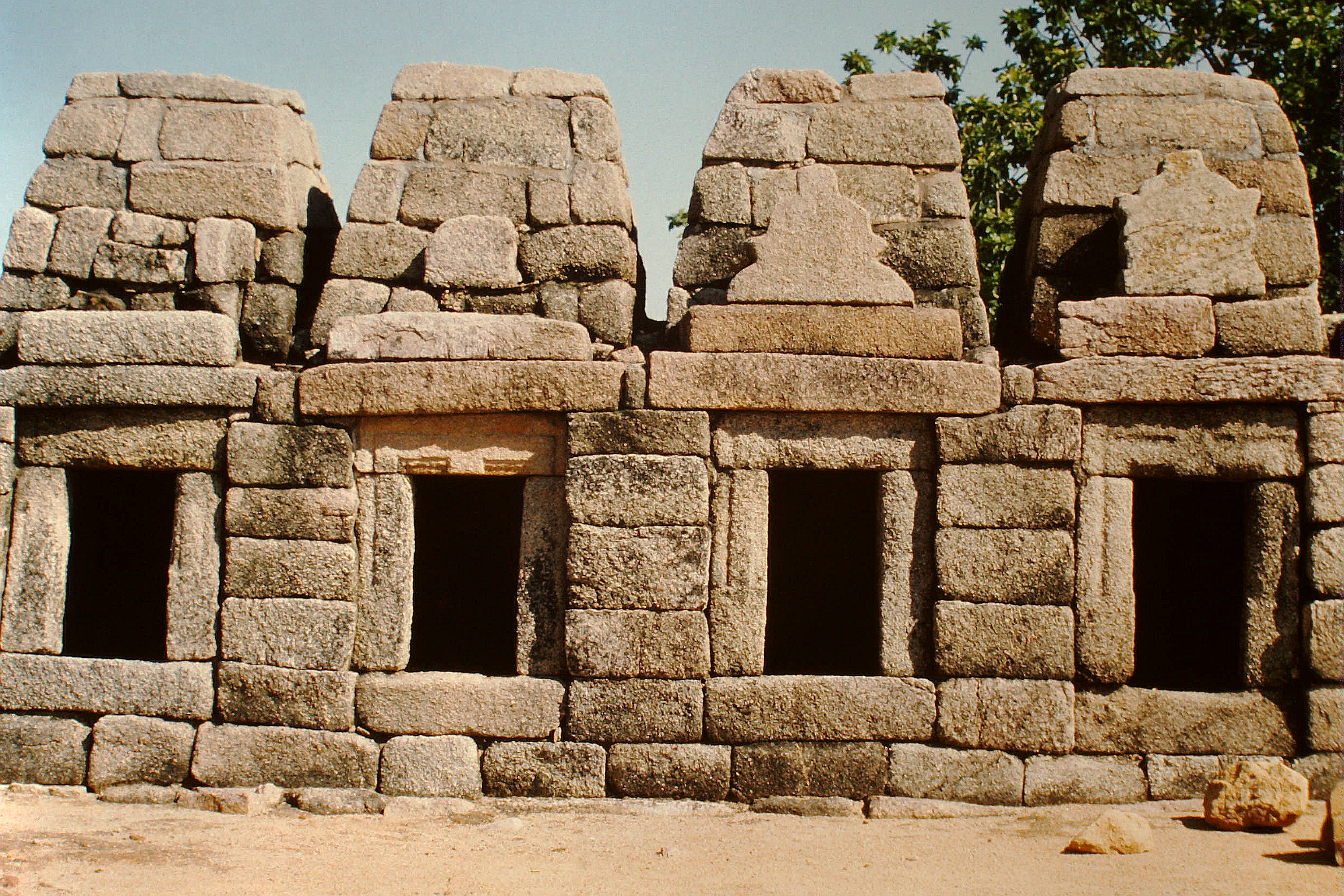
Khajuraho, Chausath-Yogini-Tempel mit eigentümlichen Giebelsteinen

Das Gelände wurde angeschüttet und außen mit unbehauenen Granitsteinen stabilisiert. Während die meisten Yogini-Tempel um eine runde Hoffläche herum angeordnet sind, ist der Tempel von Khajuraho auf einem rechteckigen Grundriss (ca. 31 × 19 Meter) mit jeweils 10 Schreinen an den Schmalseiten und jeweils 22 Schreinen an den Längsseiten erbaut. Gegenüber dem ehemaligen – mittlerweile zerstörten – Eingang befindet sich ein weiterer, etwas größerer und höherer Schrein, der möglicherweise einer Gottheit aus dem hinduistischen Pantheon geweiht war. In keinem der Schreine ist ein Kultbild erhalten geblieben.
Die erhaltenen Schreine bestehen aus großen Granitsteinen und sind äußerst einfach aufgebaut – sie zeigen völlig dekorlose Eingangsportale mit eigentümlichen Giebelplatten und 'primitive' Ansätze von Shikhara-Türmen (vgl. Naresar), so dass manche Forscher sie in die Zeit um 700 datieren; andere befürworten eine spätere Datierung in die Frühzeit der Chandella-Dynastie (ca. 875).

## Skulpturen
Von dreien der Yogini-Kultbilder Khajurahos existieren noch Fotografien aus dem Jahre 1955; die Skulpturen selber sind jedoch verschwunden. Überdies ist unklar, ob die Kultbilder aus derselben Zeit stammen wie der Tempel selbst oder eventuell nachträglich geschaffen wurden. Die drei Fotos zeigen zum einen Durga als Büffeltöterin (mahisasurmardini), daneben Mahesvari (weiblicher Aspekt Shivas mit Dreizack (trishula) und einem Nandi-Bullen als Begleittier) und die dreiköpfige Brahmi (weiblicher Aspekt Brahmas mit einer Gans als vahana). Die beiden letztgenannten Figuren gehören auch zur Gruppe der matrikas; Durga (mahisasurmardini) ist oft in deren unmittelbarer Umgebung zu finden.

## Sonstiges
Das weitgehend in Ruinen liegende Tempelgelände wird in den Nachmittagsstunden immer noch von den älteren Frauen des Dorfes aufgesucht, die hier – ohne Unterstützung eines Brahmanen – ihre gemeinschaftliche private puja-Zeremonie veranstalten, bei denen mit Wasser und/oder Milch gefüllte kalasha-Krüge eine wichtige Rolle spielen.